# Fat Wreck Chords
Fat Wreck Chords, skivbolag ägt av basisten/sångaren Mike "Fat Mike" Burkett i punkbandet NOFX och hans fru Erin Kelly-Burkett. Skivbolagets fokus ligger på punk.
Bolaget startades 1990 i och med släppen av Lagwagons debut "DUH!" och NOFXs 7" EP "The PMRC Can Suck On This". Fat Wreck har sedan dess samarbetat med band som Anti-Flag, The Dickies, Rise Against och Less Than Jake. Idag verksamma artister i bolagets stall inkluderar, bland många andra, Strike Anywhere, Strung Out, Smoke Or Fire, Good Riddance, Propagandhi och svenska Randy.